# Aïchán Kará Yousoúf
Aïchán Memét Kará Yousoúf (turc : Ayhan Mehmet Kara Yusuf, grec moderne : Αϊχάν Μεμέτ Καρά Γιουσούφ), né le 12 août 1963 à Amaranta (tr), Maroneia-Sapes, en Grèce, est un homme politique et dentiste grec, issu de la minorité musulmane de Thrace occidentale.

## Biographie
Né dans une famille rurale de la minorité musulmane de Grèce (en), il est diplômé en 1988 chirurgien-dentiste à l'université d'Istanbul. Il travaille deux ans en Allemagne, avant de revenir en Grèce effectuer son service militaire.
En 1995, il devient secrétaire général de l'association des diplômés du supérieur de la minorité de Thrace occidentale, et est membre de 1996 à 1999 du conseil de l'association des dentistes du nome de Rhodope.
Il est membre du Synaspismos à partir de 1994, et est plus tard élu membre du conseil municipal du dème de Maroneia (qui deviendra Maroneia-Sapes).
Il est élu député au Parlement grec sur la liste de la SYRIZA aux élections législatives de mai 2012, dans la circonscription de Rhodope, puis est réélu en juin 2012, en janvier puis en septembre 2015.
Marié, il est père d'une fille.